# Symplecta (Psiloconopa) taficola
Symplecta (Psiloconopa) taficola is een tweevleugelige uit de familie steltmuggen (Limoniidae). De soort komt voor in het Australaziatisch gebied.